# Пластиковый соул
Пластиковый соул (англ. Plastic soul) — термин, введенный неизвестным чёрным музыкантом в 1960-х для описания попыток исполнения соул-музыки англичанином Миком Джаггером. Выражение имело ярко выраженную ироническую коннотацию, направленную на то, что белый музыкант попробовал исполнять традиционно «чёрную» музыку.

## История
Пол Маккартни услышал этот комментарий и позже сказал, что название альбома The Beatles «Rubber Soul» было вдохновлено термином «пластиковый соул». В студийной беседе, записанной в июне 1965 года, после записи первых дублей композиции «I’m Down», Маккартни говорит: «Пластиковый соул, чувак. Пластиковый соул» (англ. «Plastic soul, man. Plastic soul»). Этот комментарий появился на компиляции группы Anthology 2.
Дэвид Боуи описал стиль своих фанк-соул песен, написанных в середине 1970-х годов (в частности альбом Young Americans), как «пластиковый соул». Самые известные песни этого периода были — «Young Americans», «Fame» и «Golden Years», эти синглы хорошо продавались, эксперименты Боуи с соул-музыкой в целом были приняты хорошо, и он стал одним из немногих белых исполнителей, которым было предложено выступить на шоу Soul Train. В этот период Боуи создал новый публичный имидж Измождённого Белого Герцога и избегал своих блестящих и андрогинных нарядов эпохи Зигги Стардаста в пользу официальной, строгой одежды. Он отметил Фрэнка Синатру в качестве модели для своей новой идентичности.
Однако сам Боуи рассматривал свой новый образ и стиль как абсурдный и не принимал его всерьёз. Термин «пластиковый соул» был использован самим Боуи, чтобы намекнуть на то, что его эксперименты с жанром были ни чем иным, как совершенно смехотворной попыткой белого музыканта, забавы ради, попробовать себя в традиционно чёрном жанре. В интервью журналу Playboy 1976 года с будущими режиссёром Кэмероном Кроу Боуи описал свой альбом Young Americans как «эталон пластикового соула. Это раздавленные останки этнической музыки, которая выживает в эпоху функциональной музыки, будучи написанной и исполненной белым англичанином» (англ. «the definitive plastic soul record. It's the squashed remains of ethnic music as it survives in the age of Muzak, written and sung by a white limey»).

## Пластиковый рок Дэвида Боуи
Дэвид Боуи описал свой образ Зигги Стардаста как вершину «пластикового рока». В интервью журналу Playboy 1976 года с  Кэмероном Кроу, Боуи сказал ему «[идея] того, что я проделал [с образом] Зигги Стардастом заключалось в том, чтобы создать яркий образ для абсолютно правдоподобного пластикового рок-н-ролльного певца — гораздо лучшего, чем могли сфабриковать те же The Monkees [за свою карьеру]. Я хочу сказать, мой пластиковый рок-н-ролл был намного более пластиковым, чем любой другой. Он являлся тем, в чём нуждалась [публика] в тот момент. И это по-прежнему так» (англ. «what I did with my Ziggy Stardust was package a totally credible, plastic rock-'n'-roll singer--much better than the Monkees could ever fabricate. I mean, my plastic rock-'n'-roller was much more plastic than anybody’s. And that was what was needed at the time. And it still is»).